# ICIM Brașov
I.C.I.M. Brașov (Întreprinderea de Construcții Industriale și Montaje, Brașov) a fost clubul de fotbal al constructorilor din Brașov, având culorile galben-albastru.

## Echipa ICIM Brașov

### Începutul
Echipa de fotbal ICIM Brașov a fost înființată în anul 1970, a evoluat în Divizia B aproape întreaga istorie, dar a fost și în Divizia C. Echipa a avut culorile galben și albastru. Stadionul și echipa a luat ființă cu sprijinul directorului Emil Moldovan, iar primul antrenor a fost Constantin Mateescu (nea Dinu) secondat de Paul Marinescu apoi Ioan Cazan, Chimina, Paul Popescu, Mezaros; dintre cei mai importanți și talentați jucători care au adus faima acestei echipe a constructorilor merită amintiți:  Tănase Nicolae, Mircea Manescu, Ioan Mitu, Eugen Luputan, Funckstein, Tampa, Arineanu, Ciobanu, Serbina, Dobre, Arsenică, Chiala, Lie, Socaciu, Vântu, Balaci, Hîrlab, Adami, Bone, Negoescu, Toderașcu, Patru, Bentea, Dan Gheorghe, Chioreanu, Aronica, Berteanu, Ghileanu, Pop Marin, Roșu, Nica, Furnică, Mezei, Ferencz (care ulterior a antrenat echipa de fotbal feminin a ICIM-ului) și bineînțeles Ionel Ganea.

Dintre președinții de club, cei mai importanți au fost: Nelu Stinghe, Mihai Vrapciu și Iordache.

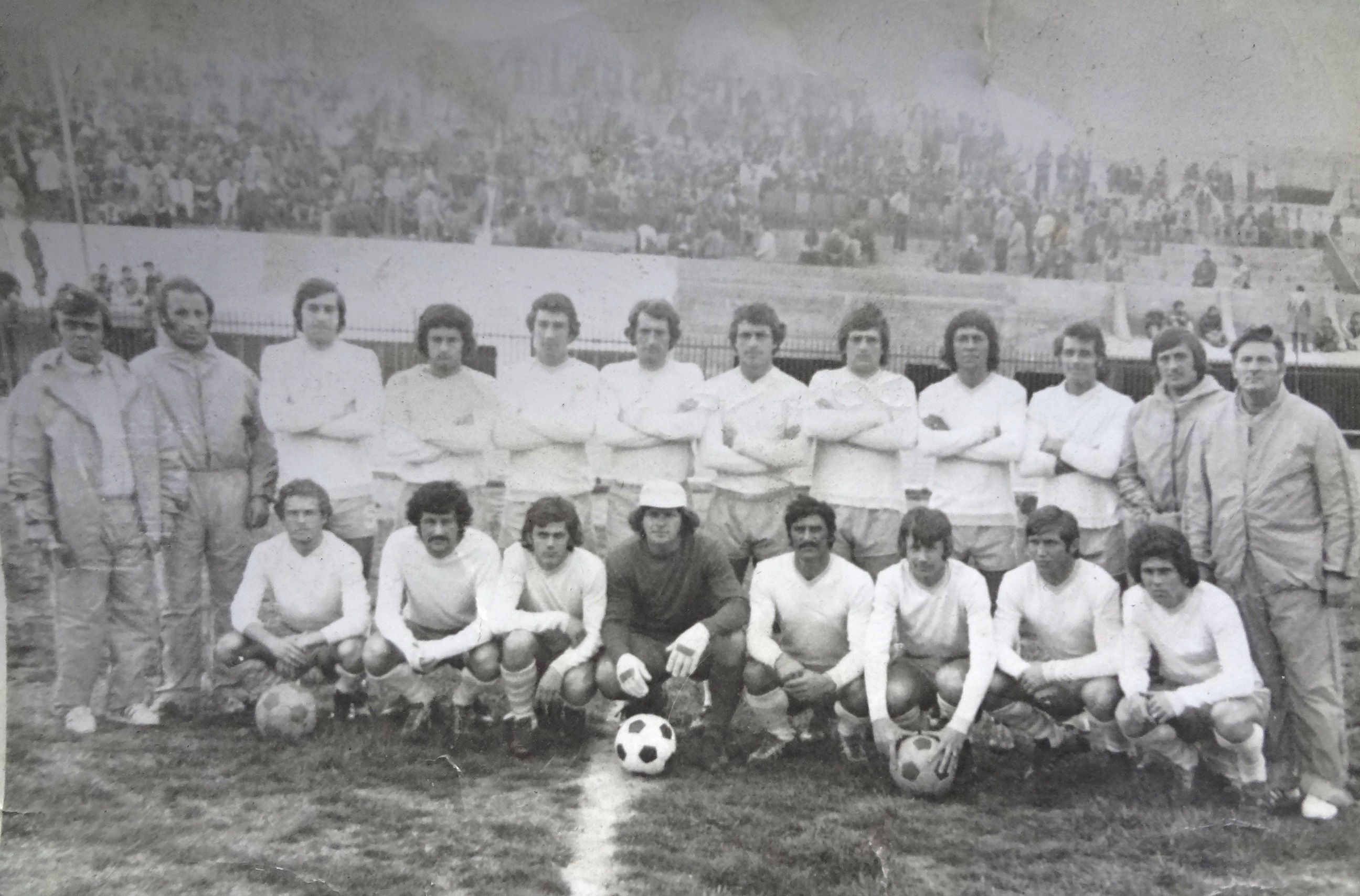
Echipa de fotbal I.C.I.M. Brasov în 1978. Fotografie făcută la turneul din Siria: rândul de sus: Cazan (antr.sec.), Mitu (cpt), Funckstein, Tampa, Dan, Luputan, Lie, Arineanu, Ciobanu, Hirlab, Dan, Constantin Mateescu - nea Dinu (antr. princ); rândul de...

### Perioada de Glorie
Perioada de glorie a acestui club a fost între anii 1976-1980 când antrenor al echipei era Constantin Mateescu. A fost o perioadă când stadionul era arhiplin de suporteri adevărați și devotați pentru meciurile de acasă, cât și pentru cele din deplasare, iar rezultatele sportive erau notabile, cu merituoase locuri 4 în edițiile 1985-1986 și 1986-1987. Totuși, cea mai importantă performanță a avut loc în ediția 1977-1978 când echipa a obținut un extraordinar loc 3, în Divizia B. În ediția Divizia B 1994-1995, pe fondul greutăților financiare, echipa a retrogradat în Divizia C.

### Desființare
În 1998 ICIM s-a asociat cu vecini de cartier, CS Metrom Brașov. Echipa nou-formată urma să joace în Liga a II-a. Meciurile oficiale s-au disputat pe stadionul ICIM, iar antrenamentele s-au efectuat pe stadionul Metrom. "Mariajul" dintre cele două echipe nu a durat decât un an ICIM-ul realizând că nu a obținut nimic din asocierea cu CS Metrom Brașov, ba chiar că au pierdut mulți bani. În anul următor Metromul a rămas în Liga II, iar ICIM-ul a fost retrogadată în Liga a III-a.
Oameni de fotbal importanți care au activat la ICIM: Constantin Mateescu, Paul Marinescu, Chimina, Ioan Cazan, Paul Enache, Ionel Ganea, Virgil Roșu, Adrian Furnică,Marian Gheorghe.
Jucători importanți: Mitu, Luputan, Dan Gheorghe, Lie, Hirlab, Adami, Bentea, Ganea, Meszei, Gall, Chioreanu, Aronica, Berteanu, Ghileanu, Patru, Pop Marin,Sandu Gabriel(transferat de la sportul studențesc),etc

## Club de juniori
De la ICIM mulți jucători au ajuns la FC Brașov. A fost și este unul din cluburile de copii și juniori a echipei fanion a orașului Brașov. La acest club au crescut:  Ciprian Petru Giurca, Gabriel Tamaș, Liviu Negoiță, Dinu Todoran sau Tiberiu Ghioane - ultimii patru avandu-l ca prim antrenor pe Adrian-Horia Stan. Internaționalul român Ionel Ganea este cel mai important jucător care a activat la acest club, la începutul anilor '90. El a venit la ICIM de la AS Nitramonia Făgăraș pe când era un tânăr plin de perspective și a fost propulsat către Divizia A, la FC Brașov, unde a început să aibă performanțe cu adevărat importante . 

## Fotbal feminin
Echipa de fotbal feminin a fost înființată în 1986. În 1987, formația ICIM, antrenată de Ștefan Ferencz, câștigă ediția inaugurală a primului campionat zonal feminin de fotbal oficial, cu un palmares de 14 meciuri jucate, realizând 13 victorii față de o singură înfrângere, marcând 69 de goluri.
În 1990, echipa ICIM, antrenată de Nicolae Adami, câștigă prima competiție oficială recunoscută de Federația Română de Fotbal, 'CUPA LIBERTATEA', câștigând categoric cu scorul de 5-0 în finală, învingând eterna sa rivală CFR Craiova, spre bucuria suporterilor brașoveni care văd trofeul poposind în orașul de la poalele Tâmpei.
Au evoluat pt ICIM: Simona Gruber; Tatiana Ludu; Liliana Solca, Maria Muscă, Hajnal Kelemen, Rodica Panzaru, Lucia Cormos, Irina Fanariu, Cristina Ștefan, Claudia Păcurar, Emese Szekreny, Eniko Csavar, Liliana Santa, Dana Vasilescu, Delia Soporan.
În august 1990, echipa debutează în prima ediție a Campionatului Național feminin de fotbal.
8000 de spectatori asistă la derbyul campionatului între ICIM și CFR Craiova. Brașovencele câștigă cu scorul de 3-1 și preia locul întâi în clasament pe care îl păstrează până la sfârșitul campionatului. Ele intră în posesia titlului în 21 iulie 1991, zi de referință pentru fotbalul brașovean.
Patru jucătoare sunt componente ale echipei naționale a României: Lucia Cormos, Cristina Ștefan, Dana Vasilescu și Liliana Santa.
Echipa ICIM termină ediția a doua a campionatului național pe locul doi, disputând titlul la mare luptă cu CFR Craiova. Două echipe care au străbătut umăr la umăr întregul parcurs al acestei ediții, cuvântul hotărâtor revenind echipei din Craiova, câștigătoare a duelului direct din penultima etapă.
Echipa ICIM revine în forță, câștigând ediția a treia a campionatului național în 1993 sub conducerea antrenorilor Nicolae Adami și Constantin Popa de o manieră categorică. 

### Ca Fartec Brașov
Echipa dublă campioană a României, ICIM Brașov a fost preluată în august 1993 de FARTEC S.A., schimbându-și denumirea.  Marșul triumfal continuă, echipa de sub Tâmpa încoronându-se și în următoarele două sezoane campioane în 1994 și 1995. Însă sezonul 1994/95, cel al ultimului titlu brașovean feminin are un final demn de o tragedie greacă. Trimise în vacanță drept răsplată pentru victoria din campionat, brașovencele, cele mai titrate fotbaliste din România acelor ani, se trezesc concediate la întoarcerea acasă. Fără prea multe explicații, Fartec s-a debarasat de echipa de fotbal, jucătoarele fiind nevoite să se descurce pe cont propriu. Unele, cum ar fi Claudia Păcurar, Constanța Leonte, Veronica Stroe și Simona Gruber, și-au găsit echipe în Germania. Liliana Șanta în Israel și Rodica Striblea în Turcia. Au rămas să joace în România pentru Regal București Lenuța Pop, Mirela Laszlo și Manuela Ducan. Lucia Cormoș a devenit antrenoare la juniorii ICIM-ului, apoi ai FC Brașov, în timp ce Dana Vasilescu s-a dus antrenoare la Voința Făgăraș. Elena Pânzariu, Cristina Ștefan, Maria Muscă și majoritatea fetelor s-au lăsat de fotbal. 
Recordul de patru titluri  a rezistat până în 2006, când a fost egalat de Clujana Cluj.

## Stadion
Baza cuprinde un stadion de fotbal cu capacitatea de aproximativ 10.000 de locuri (nu sunt scaune, stadionul aflându-se într-o stare avansată de degradare) și un teren de antrenament, cu suprafață de nisip, care era folosit de echipa de copii și juniori. Adiacent se mai afla si 2 terenuri de tenis.
Acum, pe acest teren, echipa FC Brașov efectuează antrenamente în perioada dintre sezoane. Acest stadion a fost terenul de acasă pentru echipa "FC Ghimbav 2000" timp de un sezon. De-a lungul timpului pe acest stadion s-au organizat mai multe evenimente: mini turnee, baraje pentru promovare, concursuri canine.

### Vizitatori
Următoarele echipe au jucat/s-au antrenat pe acest stadion: FC Brașov, Dinamo București, Bursaspor, Steaua București, Oțelul Galați, Farul Constanța, Unirea Urziceni, FC Național, FCM Bacău, FC Argeș, FC Ghimbav 2000, FC Brașov II .
În anul 2007 a început modernizarea stadionului.

### Turenu de vară - 2007
În 29 iunie pe stadionul Metrom au avut loc semifinalele turneului de vară organizat la Brașov de Oțelul Galați. În prima zi au avut loc următoarele rezultate: Unirea Urziceni 1-0 Farul Constanța și Dinamo București 5-1 Oțelul Galați. Ziua următoare pe 31 iunie aveau să se întâlnească pe stadionul ICIM în finala mică a turneului Farul Constanța și Oțelul Galați, meciul a fost câștigat de Farul Constanța după loviturile de penaly-uri . În finala mare s-au întalnit Dinamo București și Unirea Urziceni, meciul a fost câștigat de Unirea Urziceni la penalty-uri, după ce la sfârșitul celor 90 de minute regulamentare scorul a fost 3-3.

## Fotogalerie

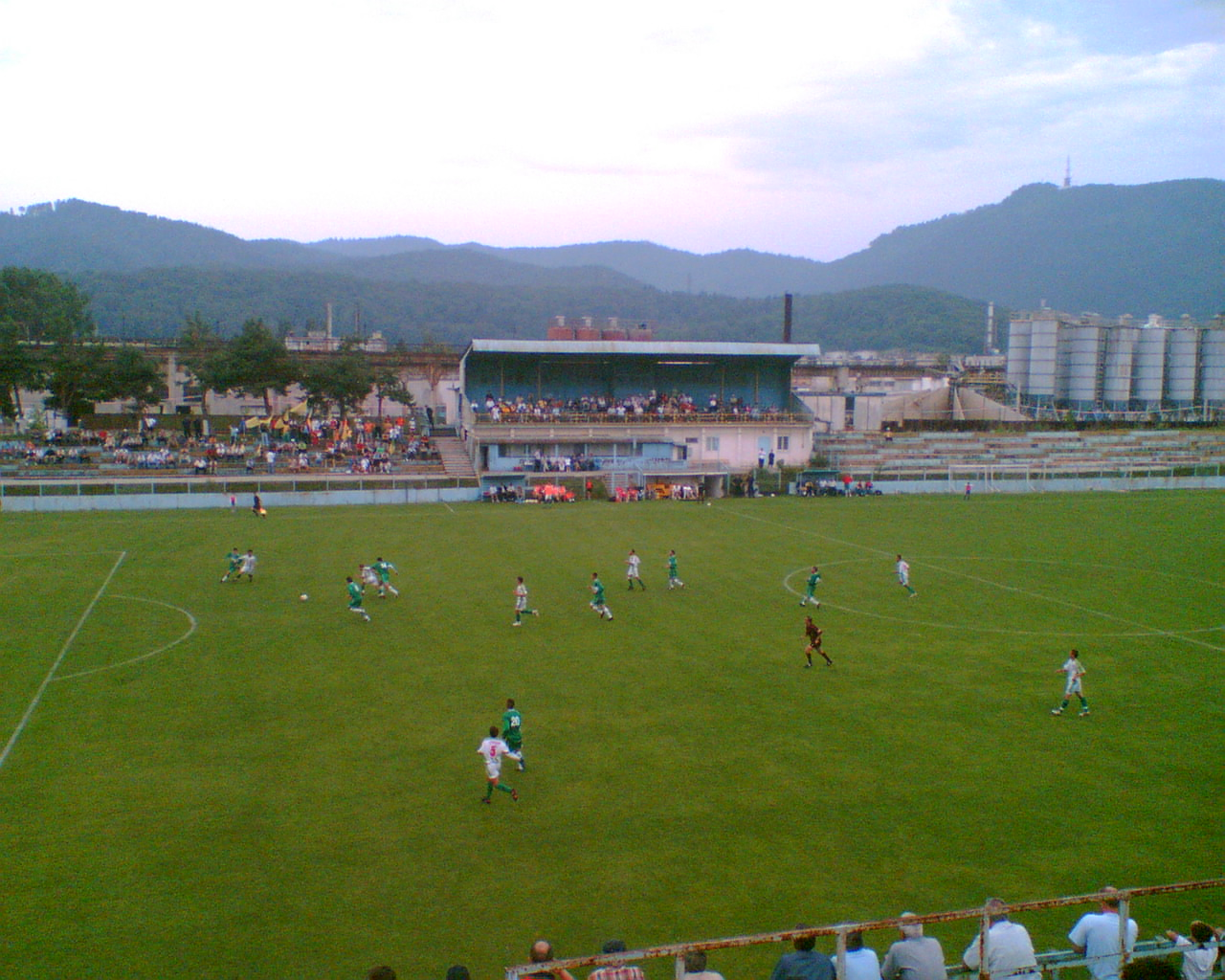
Baraj pentru Liga 3
Stadionul ICIM
Dinamo Bucuresti - Unirea Urziceni în cadrul unui turneu de vară